# Типтроник
Типтроник (на немски: Tiptronic) е вид автоматична скоростна кутия, изобретена от Порше. Използва се в автомобилите Порше, а също така и по лиценз в други марки. Наименованието Типтроник е запазена търговска марка на Порше. Основната разлика между обикновена автоматична скоростна кутия и Типтроник е възможността шофьорът сам да сменя предавките в ръчен режим. Това става с отделна пътека за скоростния лост или с планки на волана. Дали скоростната кутия да бъде напълно автоматична или да избере Типтроник функцията, избира шофьорът с бутон.
С цел да се запазят двигателят и трансмисията, повечето Типтроник скоростни кутии могат да реагират в пълен противовес на шофьора, ако установят грешно или опасно за автомобила действие. Така например 5-степенната Типтроник скоростна кутия на Ауди превключва автоматично на по-висока предавка, ако стрелката на оборотомера влезе в червената зона. Също така при спиране скоростната кутия сама ще изреди всички предавки, ако шофьорът не го направи. Разбира се, има изключения – например при спортния Астън Мартин Ди Би 9 Типтроник системата е настроена да не превключва на висока предавка, дори и при много високи обороти, защото автомобилът е спортен.
Повечето Типтроник-системи имат два режима на работа – автоматичният, обикновено наречен Комфорт и ръчният, най-често наричан Спорт. По-новите системи дори разчитат на електронния контрол на двигателя, за да се „приспособят“ към конкретния начин на шофиране на собственика. Автоматичният режим така става близък до ръчния.
Астън Мартин, Ауди, БМВ, Смарт и Фолксваген предлагат планки на волана, с които да се управлява Типтроник скоростната кутия.